# ミカビブリオ属
ミカビブリオ属（ミカビブリオぞく、Micavibrio）はグラム陰性非芽胞形成好気性桿菌。真正細菌のPseudomonadota門オリゴフレクスス綱ブデロビブリオ目シュードブデロビブリオ科に属する属の一つである。2024年現在、タイプ種であるミカビブリオ・アドミランダスのみをIJSEMにて正式に含む。属名は小さなビブリオを意味する。GC含量は54から57。
水中に生息する。細菌の表面に取り付いてその内容物を消費して増殖して殺す。この性質を利用して病気の治療に用いる研究が行われている。